# Compiz
Compiz — композитный менеджер окон для X Window System, использующий для ускорения 3D графики OpenGL. Он предоставляет множество новых графических эффектов, доступных в любых графических средах X Window, но не работает в Wayland. В GNOME и KDE он доступен до перехода данных окружений на Wayland. В настройках имеется режим совместимости с MATE, в LXDE и LXQt можно заменить openbox на compiz.  Представляет собой комплекс плагинов, декораторов, инструментов настройки интерфейса и эффектов.
Ранее на основе кода Compiz был создан более функциональный проект Beryl, но затем они были объединены в рамках проекта «Compiz Fusion».

## Системные требования
Первоначально, Compiz работал только с 3D аппаратурой поддерживаемой Xgl: большей частью видеокарт NVIDIA и ATI. Но с 22 мая 2006 года Compiz стал работать на стандартном X.org Server используя AIGLX. Кроме видеокарт Intel GMA, AIGLX поддерживает видеокарты AMD (начиная с R300) при использовании открытых драйверов.

## История
Первая версия Compiz была выпущена Novell (SUSE) в январе 2006 на волне только что вышедшего Xgl. Compiz стал самым первым композитным менеджером окон для X.
В марте 2006 Compiz был адаптирован для AIGLX и Red Hat.

### Слияние Compiz и Beryl
30 марта 2007 переговоры Beryl и Compiz привело к слиянию двух команд, что привело к новым версиям ПО:
- Compiz (также Compiz-core) который содержит только основную функциональность Compiz и базовые плагины.
- Compiz Fusion, состоящий из плагинов, декораторов, утилит настройки и связанных приложений. Compiz Fusion содержит установочные, конфигурационные и другие плагины, составляющие основную функциональность Compiz.

### Другие ветви
В четвёртом квартале 2008 были созданы две отдельные ветви Compiz: compiz++ и NOMAD. compiz++ двигался в сторону разделения композитинга и OpenGL для отрисовки окон без эффектов композитинга, и в сторону портирования с C на C++. NOMAD двигался в сторону улучшения удаленного управления рабочим столом.

### Объединение ветвей Compiz
2 февраля 2009 состоялась видеоконференция между разработчиками Compiz, Compiz++, NOMAD и Compiz Fusion, где было решено объединить проекты в один проект, названный просто Compiz, с единым планом развития.

### Compiz 0.9
4 июля 2010 Сэм Спислбери, главный разработчик Compiz, объявил о новой версии Compiz 0.9.0 с новым API, переписанным на C++.
Canonical наняла Спилсбери для дальнейшего развития Compiz для Ubuntu в октябре 2010. С тех пор развитие Compiz совпадало с развитием Ubuntu.
12 ноября 2012 Спилсбери объявил о своем уходе из Canonical. Месяц спустя он написал, что у него нет планов по портированию Compiz для Wayland, хотя он «всё ещё, как и раньше, поддерживает compiz в нормальной форме». Полгода спустя, в августе 2013, он объявил о окончании своей работы над проектом. Несмотря на это, маленькая команда всё ещё продолжает работать над проектом.